# Katzelsdorf (Bernhardsthal)
Katzelsdorf is een plaats in de Oostenrijkse gemeente Bernhardsthal, Niederösterreich, en telt 408 inwoners (2001).

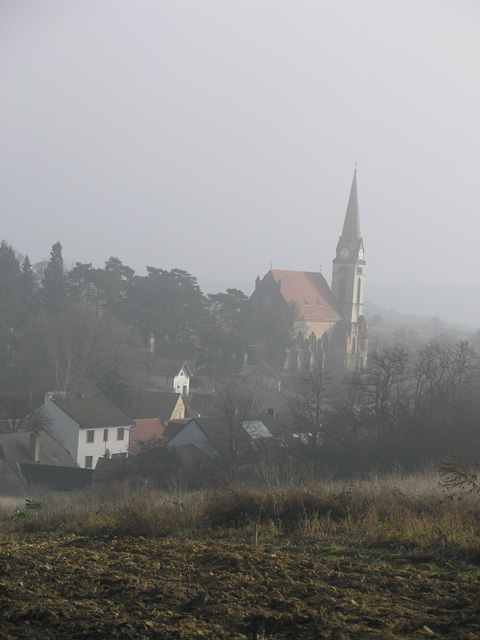
Katzelfsdorf
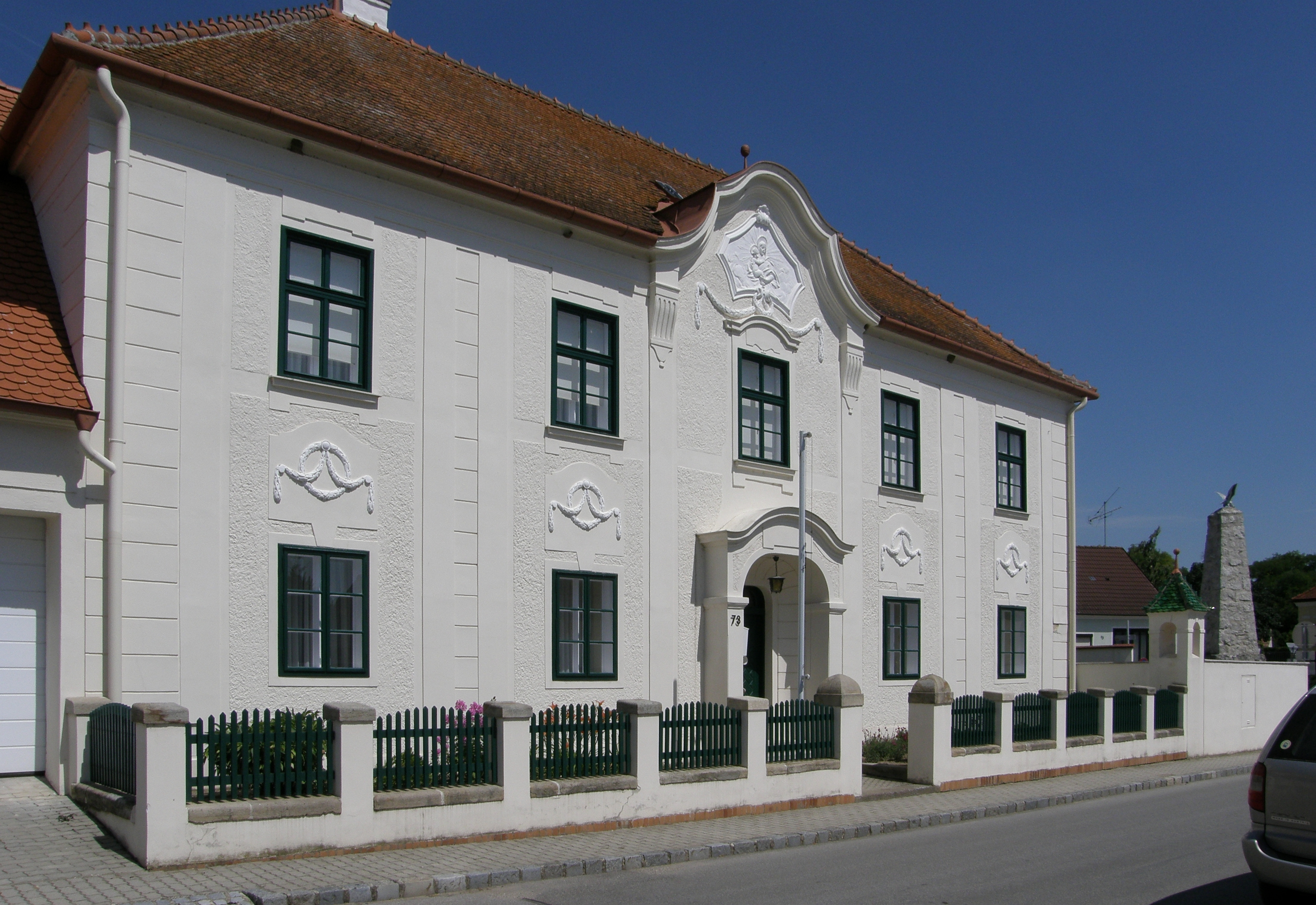
Pastorie